# Ağstafa (Stadt)
Ağstafa (auch Agstafa) ist eine Stadt in Aserbaidschan.

## Geographie
Ağstafa liegt 454 km entfernt von Baku im Tal des Flusses Kura und hat 12.900 Einwohner (Stand: 2021). Es gibt einen Bahnhof in der Stadt und die Autobahn Tbilisi-Baku führt durch die Stadt.

## Geschichte
Historische Nachschlagebücher deuten darauf hin, dass die Stadt in der zweiten Hälfte des 19. Jahrhunderts während des Baus in der Umgebung der Eisenbahnlinie erschien. In dem Ort, wo sich die Stadt jetzt befindet, wurde ein Bahnhof namens Ağstafa mit dem Namen des nahegelegenen Dorfes gelegt. Bald verschmolzen Dorf und Bahnhof und erhielten den Status einer Stadt. Der Status der Stadt wurde 1941 vergeben.

## Partnerstädte
- Chudschand, Tadschikistan